# مقص الرقيب (برنامج تليفزيوني)
مقص الرقيب برنامج تلفزيوني يتناول قضايا الرقابة والحريات في العالم العربي والإسلامي، من إعداد وتقديم الإعلامي المصري محمد سعيد محفوظ، بدأت قناة أبو ظبي في عرضه يوم 30 يناير/كانون الثاني عام 2000، لكنه توقف بسبب أحداث 11 سبتمبر/أيلول عام 2001.
اتخذ برنامج مقص الرقيب شكل التحقيق التلفزيوني، وتميز بالقضايا الساخنة، واعتبر منبرًا لأصحاب الرأي والفكر، وحظي بأعلى نسب المشاهدة في العديد من الاستطلاعات،[بحاجة لمصدر] كما نال عددًا من الجوائز في مهرجانات تليفزيونية عربية.

## أهم القضايا التي تناولها
|    | موضوع الحلقة                                                                       | الموقع                                     | أهم الشخصيات | تاريخ العرض الأول           |
| -- | ---------------------------------------------------------------------------------- | ------------------------------------------ | --- | --------------------------- |
| 1  | منع صحيفة الدستور المصرية عام 1998                                                 | القاهرة                                    | إبراهيم عيسى ـ جمال فهمي ـ إيهاب الزلاقي | 30 يناير/كانون الثاني 2000  |
| 2  | رواية أولاد حارتنا للأديب نجيب محفوظ                                               | القاهرة                                    | جمال الغيطاني ـ سمير سرحان ـ إبراهيم المعلم ـ صلاح فضل | 6 فبراير/ شباط 2000         |
| 3  | محاكمة الأديبتين الكويتيتين عالية شعيب وليلى العثمان (جزآن)                        | أبوظبي (منع البرنامج من التصوير في الكويت) | عالية شعيب ـ وليد الطبطبائي | 13 و20 فبراير/ شباط 2000    |
| 4  | حوار مع المفكر الفرنسي روجيه جارودي                                                | القاهرة                                    | روجيه جارودي | 27 فبراير/شباط 2000         |
| 5  | حوار مع الرقيب المصري السابق حمدي سرور                                             | القاهرة                                    | حمدي سرور | 4 مارس/ آذار 2000           |
| 6  | محاكمة الصحفي اليمني جمال عامر (جزآن)                                              | صنعاء                                      | جمال عامر ـ عبد الكريم الإرياني رئيس الوزراء اليمني | 12 و19 مارس/آذار 2000       |
| 7  | منع فيلم الرسالة للمخرج العالمي مصطفى العقاد                                       | أبوظبي                                     | مصطفى العقاد | 26 مارس/آذار 2000           |
| 8  | الرقابة على رسامي الكاريكاتير                                                      | دبي                                        | رسامو كاريكاتير عرب | 1 أبريل/نيسان 2000          |
| 9  | اعتقال 5 صحفيين سودانيين على خلفية نشر قصيدة سياسية للشاعر سيد أحمد الحردلو (جزآن) | الخرطوم                                    | الصحفيون الخمسة ـ سيد أحمد الحردلو | 9 و14 أبريل/نيسان 2000      |
| 10 | حريات الصحافة في العالم العربي (تغطية لاجتماعات اتحاد الصحفيين العرب) (جزآن)       | القاهرة                                    | إبراهيم نافع ـ صلاح الدين حافظ ـ ملحم كرم ـ نعيم طوباسي | 22 و28 أبريل/نيسان 2000     |
| 11 | منع صحيفة مغربية                                                                   | الرباط والدار البيضاء                      | محمد أوجار وزير حقوق الإنسان ـ محمد العربي المساري وزير الاتصال ـ صحفيون مغاربة | 7 مايو/آيار 2000            |
| 12 | منع كتاب أبي آدم، تأيف الدكتور عبد الصبور شاهين                                    | القاهرة                                    | الدكتور عبد الصبور شاهين ـ الشيخ يوسف البدري | 13 مايو/آيار 2000           |
| 13 | منع رواية وليمة لأعشاب البحر في مصر للأديب السوري حيدر حيدر                        | القاهرة                                    | فاروق حسني وزير الثقافة | 21 مايو/آيار 2000           |
| 14 | إغلاق صحيفة الشعب المصرية وتجميد حزب العمل                                         | القاهرة                                    | إبراهيم شكري ـ ياسين سراج الدين ـ مأمون الهضيبي ـ رفعت السعيد ـ مجدي أحمد حسين | 27 مايو/آيار 2000           |
| 15 | اعتقال الكاتب صلاح الدين محسن لازدرائه الإسلام في كتاباته                          | القاهرة                                    | أبناء صلاح الدين محسن ـ صحفيون وأدباء | 4 يونيو/حزيران 2000         |
| 16 | اغتيال الصحفي الجزائري عمر أورتيلان                                                | الجزائر                                    | زوجة عمر أورتيلان ـ علي جدي القيادي في الجبهة الإسلامية للإنقاذ ـ صحفيون | 10 يونيو/حزيران 2000        |
| 17 | الرقابة الإسرائيلية على الصحافة الفلسطينية                                         | القدس ومدن الضفة الغربية                   | إيهود باراك رئيس الوزراء الإسرائيلي ـ عزمي بشارة ـ زكي كمال نائب رئيس نقابة المحامين الإسرائيليين ـ فواز كمال رئيس القسم العربي في بيت الصحافة الحكومي الإسرائيلي ـ مصطفى البرغوثي ـ نعيم طوباسي نقيب الصحفيين الفلسطينيين | 3 سبتمبر/أيلول 2000         |
| 18 | رقابة السلطة الفلسطينية على الصحفيين الفلسطينيين                                   | رام الله ـ بيرزيت                          | حنان عشراوي ـ ياسر عبد ربه ـ ماهر العلمي ـفتحي البرقاوي | 9 سبتمبر/أيلول 2000         |
| 19 | أعمال ممنوعة لتناولها قصة النبي يوسف                                               | القاهرة ـ بيروت ـ عمان                     | المخرج خالد يوسف ـ خالد النبوي ـ الشاعر الأردني موسى حوامدة | 17 سبتمبر/أيلول 2000        |
| 20 | اعتقال أنور إبراهيم نائب رئيس الوزراء الماليزي                                     | كوالالمبور ـ ماليزيا                       | زوجة وابنة أنور إبراهيم ـ صحفيون ومحامون | 24 سبتمبر/أيلول 2000        |
| 21 | الصحفيون الأفغان اللاجئون في مدينة بيشاور الباكستانية هرباً من طالبان               | بيشاور                                     | صحفيون أفغان في بيشاور | 1 أكتوبر/تشرين 2000         |
| 22 | عام على الحكم العسكري في باكستان                                                   | إسلام آباد ـ كاراتشي                       | صحفيون ورجال سياسة باكستانيون | 11 أكتوبر/تشرين 2000        |
| 23 | الحريات السياسية والدينية في المغرب                                                | الرباط                                     | صحفيون | 23 أكتوبر/تشرين 2000        |
| 24 | إغلاق مكتب الاتصال الإسرائيلي في المغرب                                            | الدار البيضاء                              | صحفيون مؤيدون ومعارضون للتواجد الإسرائيلي في المغرب ـ مستشارون يهود للعاهل المغربي | 29 أكتوبر/تشرين 2000        |
| 25 | أدباء يراقبون ادباء                                                                | القاهرة                                    | أدباء وصحفيون | 12 نوفمبر/تشرين الثاني 2000 |
| 26 | سيطرة رجال الأعمال على الصحافة في مصر                                              | القاهرة                                    | محمد زايد مدير تحرير الأهرام ـ مصطفى السلاب ـ إبراهيم عيسى ـ طلعت رميح ـ عادل حمودة | 19 نوفمبر/تشرين الثاني 2000 |
| 27 | صحفيون في معتقل الخيام                                                             | بيروت ـ معتقل الخيام                       | صحفيون لبنانيون ومعتقلون سابقون بمعتقل الخيام | 30 ديسمبر/كانون الأول 2000  |
| 28 | الحرب الإعلامية بين إسرائيل وحزب الله                                              | بيروت ـ الضاحية الجنوبية                   | الشيخ نعيم قاسم نائب الأمين العام لحزب الله ـ قيادات في حزب الله ـ صحفيون | 6 يناير/كانون الثاني 2001   |
| 29 | رفع دعوى ضد مسلسل أوان الورد                                                       | القاهرة                                    | الأنبا بسنتي ـ المخرج سمير سيف ـ يسرا ـ هشام عبد الحميد ـ صحفيون | 13 يناير/كانون الثاني 2001  |
| 30 | تنصت الأمن على الهواتف في لبنان                                                    | بيروت                                      | صحفيون ورجال سياسة | 25 يناير/كانون الثاني 2001  |
| 31 | إقالة رئيس هيئة قصور الثقافة لنشر 3 روايات بها عبارات "خادشة للحياء والدين"        | القاهرة                                    | فاروق حسني وزير الثقافة ـ علي أبو شادي رئيس هيئة قصور الثقافة ـ صحفيون وأدباء | 25 يناير/كانون الثاني 2001  |
| 32 | منع فيلم العاصفة في الكويت                                                         | أبو ظبي                                    | المخرج خالد يوسف ـ يسرا ـ هشام سليم ـ محمد نجاتي ـ الصحفي محمود حسونة | 3 فبراير/شباط 2001          |
| 33 | حرية الإعلام في الإمارات                                                           | أبوظبي ـ دبي ـ عجمان                       | الشيخ عبد الله بن زايد آل نهيان وزير الإعلام والثقافة الإماراتي ـ نواب وصحفيون | 10 فبراير/شباط 2001         |
| 34 | قرصنة شركة اتصالات الإماراتية على مستخدمي الإنرتنت                                 | أبوظبي                                     | صحفيون ومسؤولين بالشركة | 17 فبراير/شباط 2001         |
| 35 | الرقابة على الأغاني "الهابطة"                                                      | القاهرة                                    | عنتر هلال ـ هاني مهنى ـ صحفيون | 22 فبراير/شباط 2001         |
| 36 | الرقابة على المسرح في مصر                                                          | القاهرة                                    | سعد أردش ـ الدكتور أحمد سخسوخ ـ الدكتور حسن عطية ـ صحفيون | 6 مارس/آذار 2001            |
| 37 | الحريات الإعلامية والسياسية في البحرين                                             | المنامة                                    | وزير العمل البحريني ـ الصحفي أنور عبد الرحمن ـ رجال دين وصحفيون | 18 مارس/آذار 2001           |
| 38 | الرقابة على النقد الرياضي في الإمارات                                              | أبوظبي ـ دبي                               | الناقد الرياضي عصام سالم ـ صحفيون ولاعبون ومحامون | 23 مارس/آذار 2001           |
| 39 | الرقابة على الترجمة السينمائية                                                     | أبوظبي                                     | مترجمون سينمائيون ـ منتجون ـ صحفيون | 1 أبريل/نيسان 2001          |
| 40 | قانون مكافحة الإرهاب في بريطانيا (جزآن)                                            | لندن                                       | أبو حمزة المصري ـ أبوقتادة ـ عمر بكري ـ ياسر السري | 8 و15 أبريل/نيسان 2001      |
| 41 | الصحافة العربية المهاجرة                                                           | لندن                                       | عبد الباري عطوان ـ عبد الرحمن الراشد ـ جورج سمعان | 29 أبريل/نيسان 2001         |
| 42 | إلغاء وزارات الإعلام في العالم العربي                                              | دبي                                        | وزراء إعلام ـ صحفيون وكتاب | 5 مايو/أيار 2001            |
| 43 | حرية الصحافة بالعراق                                                               | لندن                                       | الدكتور مظفر أمين القائم بأعمال السفير العراقي في لندن ـ صحفيون ولاجئون سياسيون عراقيون في بريطانيا | 13 مايو/أيار 2001           |
| 44 | اعتقال ثلاث صحفيين أردنيين أثناء تغطية تجمع للاحتفال بذكرى "النكبة"                | عمان                                       | طالب الرفاعي وزير الإعلام الأردني ـ سيف الشريف نقيب الصحفيين الأردنيين ـ طارق أيوب ـ نضال منصور ـ صحفيون | 21 مايو/أيار 2001           |
| 45 | الحرب الإعلامية بين الصومال وإثيوبيا                                               | مقديشيو                                    | الرئيس الصومالي عبدي قاسم صلاد حسن ـ وزراء وصحفيون | 27 مايو/أيار 2001           |
| 46 | الحريات الصحفية في المغرب                                                          | الرباط                                     | صحفيون وكتاب | 10 يونيو/ حزيران 2001       |

## منع البرنامج
توقف برنامج مقص الرقيب يوم 16 سبتمبر /أيلول عام 2001، بعد البدء بإذاعة الحملة الترويجية للحلقة الخاصة بالحريات الإعلامية في تونس، وقد أثارت ما تضمنته الحملة الترويجية تلك من إشارات حفيظة العديد من الجهات الرسمية في تونس، التي سارعت بإجراء اتصالات مكثفة مع أبوظبي لوقف بث الحلقة وهو ما تحقق فعلا، وتم إعلام معد ومقدم البرنامج محمد سعيد محفوظ قبل ساعة واحدة من موعد بث الحلقة، وقالت إدارة التلفزيون إنها قررت إيقاف البرنامج، واستبداله ببرنامج جديد، لكن تبين فيما بعد أنه لم تكن هناك أي فكرة بديلة جاهزة.
ولم تكن تونس هي الدولة العربية الوحيدة التي احتجت على برنامج مقص الرقيب، بل كانت هناك دول عربية عديدة قدمت احتجاجات مختلفة عبر قنوات دبلوماسية وإعلامية، لكن الاحتجاجات لم تصل إلى حد تدخل مراجع عليا لإيقاف أي حلقة من الحلقات .